# Новое (Белгородская область)
Новое — село в Волоконовском районе Белгородской области России. В составе Тишанского сельского поселения.

## География
Село расположено в юго-восточной части Белгородской области, на левом берегу реки Плотвы (левый приток Волчьей бассейна Северского Донца), близ границы с Украиной, в 23 км по прямой к юго-западу от районного центра Волоконовки. Ближайшие населённые пункты: Тишанка ниже, Плотвянка и Борисовка выше по руслу Плотвы.

## История
Во время VII ревизии (1815 год) носит название хутор Новый вместе с хуторами Тишанкой и Старым принадлежит генерал-майору А.Б.Голицыну. На хуторе тогда имелся 38 дворов. При хуторе Новом на речке Гнилая Плотва была водяная мельница с одним мукомольным и одним толчейным поставами.
По крепостной реформе 1861 года рядовое крестьянство жило в убогой обстановке, на хуторе Новом за год на одежду и обувь в среднем тратилось на одного человека 2 рубля 40 копеек. Только необыкновенным трудолюбием жителей тишанских хуторов можно объяснить то, что здесь не было нищих.

## Население
В 1815 году на хуторе учтено 230 душ населения.
| 1859 | 2002 | 2010 |
| ---- | ---- | ---- |
| 331  | ↘320 | ↘281 |

## Достопримечательности
На юго-западной окраине села бьёт родник.